# 西雷利·馬卡拉
西雷利·馬卡拉（英語：Sireli Maqala，2000年3月21日—）是斐濟橄欖球運動員。
馬卡拉被選入國家隊參加2021年大洋洲七人制橄欖錦標賽，這是2020年夏季奧運會之前的熱身賽。2021年7月，他入選了斐濟奧運會七人制橄欖球比賽的陣容。